# Бумбуриди, Жозефина Константиновна
Жозефина Константиновна Бумбуриди (23 апреля 1932, Батуми) — музыкальный педагог, абхазская оперная певица. Солистка Сухумской государственной Филармонии.
Заслуженная артистка Абхазской АССР.
Педагог Хиблы Герзмава и Алисы Гицба.

## Биография

### Родители
Жозефина Константиновна Бумбуриди, урождённая Чилингариди, родилась 23 апреля 1932 г. в Батуми в семье Константина Чилингариди, агронома-табаковода, который в 1931 г. женился на Рудаме (Мери) Иоакимиди.
Отец закончил Тбилисский сельскохозяйственный институт. Работал в пригороде Батуми на табачных плантациях. Затем, по настоянию родителей переехал в Кутаиси. Родители отца — Чилингариди Федор Константинович -строитель каменщик и Цертиди Элени родились в понтийской Санте. Там же были и обвенчаны. Как и многие сантеды (жители Санты), дедушка Жозефины приезжал на заработки в Грузию, тогда Российскую Империю, в г. Кутаис, где позже и обосновался, построив дом на реке Риони. У дедушки с бабушкой родилось несколько детей — Константин, Георгий, Аристид, Сократ, которым суждено было уйти из этого мира в детском или молодом возрасте.
Мать Жозефины — Мери, как её все звали, окончила Батумскую греческую гимназию, частное музыкальное училище по классу фортепиано. Работала педагогом и вела музыкальное дошкольное воспитание в детских садах.

### Детство
С детства начались проявляться склонности к музыке.
Первые музыкальные ноты маленькая Жозефина услышала от матери. Отцу тоже не была чужда музыка — он хорошо играл на мандолине. В то время большой популярностью пользовался этот инструмент. Ребёнок рос в музыкальном окружении. Ей очень нравилась музыка и песни.
Будучи ребёнком 4-х лет, Жозефина лишилась отца. Он умер молодым, в возрасте 32 лет. Работая в Чиатуре, он заболел воспалением легких — и как результат- туберкулез — в то время почти неизлечимая болезнь, унесшая много жизней…
В возрасте 7 лет в Кутаиси пошла в среднюю школу и одновременно в музыкальную, где училась по классу фортепиано.
После кончины супруга, мать вернулась в Батуми и несколько позже познакомилась там с Николаем Димитриади — братом Одиссея, выйдя замуж за которого, переехала с ним в Сухум. Казалось, что жизнь матери налаживается после перенесенной утраты. Со вторым мужем они жили счастливо, но он погиб через 2,5 года, упав со старой лестницы с прогнившим поручнем под Новый год, будучи в командировке в Ионети, под Самтредиа. Жозефина продолжала жить с бабушкой в Кутаиси, где и закончила музыкальную школу, и там же поступила на фортепианное и одновременно на вокальное отделения. Позже переехала в Батуми к маме, где и продолжила учёбу, закончив 1-й курс Батумского муз. училища им. Баланчевадзе.

### Ссылка в Казахстан
13 июня 1949, вместе с остальными греками Аджарии, Абхазии и других регионов Причерноморья, их выслали в Южный Казахстан. Попали они в совхоз, где население занималось сбором дынь, арбузов, хлопка. Так прошло лето 1949-года. Позже перебрались к брату матери на узловую железнодорожную станцию Арысь, где мать устроилась на работу в детский сад.
Здесь Жозефина и закончила школу. В Казахстане скончалась бабушка — Елена Чилингариди.
Ещё будучи в Кутаиси, Жозефина Чилингариди познакомилась с Полихроном Бумбуриди и в дальнейшем имела с ним переписку.
Разыскав её в Казахстане, он сделал ей предложение, после чего Жозефину с матерью увез на станцию Туркестан, где они и поженились, обвенчавшись в русской церкви. В Туркестане Полихрон Петрович работал врачом — невропатологом в районной больнице, а позже, там же, уже главврачом.
Это произошло через год после высылки. Недалеко, в Кентау проживал и мамин брат Савелий Иоакимиди — хирург, который и обвенчал молодых. Жизнь в ссылке была нелегкой, хотя супруг Жозефины Константиновны пользовался большим уважением и имел приличную работу.
Много раз семья Бумбуриди писала советскому правительству письма с жалобой на их незаконное выселение, с просьбой вернуть их в родные места. Но никаких ответов не поступало. После смерти Сталина и суда над Л.Берии, в 1954 г. семья Бумбуриди обратилась в Москву к Маленкову, с просьбой освободить их от спецпоселения. И уже через 2-3 месяца пришло соответствующее разрешение. Таким образом, через 5 лет ссылки, они вернулись в Сухуми, на родину Полихрона. Пришло разрешение на семью Бумбуриди, высланную из Сухуми, а Жозефину не отпускали. Жозефине посоветовали поступить на учёбу в Сухуми. Так она и сделала. Таким образом, они одни из первых смогли покинуть Казахстан, а основная масса греков была освобождена несколько позже.

### Годы учебы
Полихрону было особенно радостно очутиться на родине, а Жозефине в привычной природной среде, у моря, и иметь возможность продолжить учёбу на вокальном отделении сухумского музыкального училища им Аракишвили по классу «сольное пение». Она занималась у педагога Марии Михайловны Ливенцовой, выпускницы Московской консерватории. Директором училища был Шалва Александрович Горгадзе
Среди педагогов — Светлана Прокофьевна Кецба — заслуженный деятель искусств Абхазии, директор Сухумского музыкального училища, председатель Союза композиторов Абхазии, с которой было осуществлено много творческих программ.
Дебютом для Жозефины было выступление в опере Чайковского «Евгений Онегин». Тогда Жозефина была на 4-м курсе Сухумского музыкального училища. По окончании его, в 1958 г. была оставлена там работать в качестве педагога и иллюстратора.
Но, Жозефина считала, что необходимо было продолжить учёбу, и в 1963 г. она поступила на заочное отделение музыкального института им. Гнесиных в Москве на факультет «сольное пение».
Два раза в год ездила в Москву на месяц для сдачи экзаменов и получения материала для дальнейшей учёбы. После окончания учёбы «с отличием» в 1968 г., получила направление для продолжения образования в аспирантуре. В том же году сдала вступительные экзамены в аспирантуру вышеупомянутого института и закончила её в 1971 г.

### Советский период
Находясь в Сухуми, она совмещала работу педагога музыкального училища им Аракишвили и заведующей отделения «сольное пение» вплоть до переезда в Грецию, а также солистки Сухумской государственной Филармонии.
В 1969 году был создан Симфонический оркестр Абхазии, с которым она солировала неоднократно. Дирижёрами были Лев Джергения, затем Яшар Иманов, позже — Анатолий Хагба и многие другие приглашенные дирижёры.
С учеником знаменитого дирижёра Одиссея Димитриади — Анатолием Хагба, был организован концерт, посвященный 20-летию творческой деятельности Ж.Бумбуриди.
На премьере оперы «Даиси», присутствовало много музыкантов из Тбилиси во главе с министром культуры Грузии Отаром Тактакишвили, которые высоко оценили постановку и солистов оперы.
Ежемесячно Ж.Бумбуриди давала сольные концерты в сопровождении органа в храме г. Пицунда, а также с камерной бригадой филармонии по санаториям Абхазии. Эти сольные концерты от Филармонии Абхазии, включали произведения различных композиторов от XVII в. до современных, а также посвященных конкретным композиторам.

### Эмиграция
В конце 1980-х предложили её выдвинуть на соискание звания «Заслуженной артистки Грузинской ССР». Но, в 1989 г. семья Бумбуриди, как и масса сухумских греков, решает переехать на историческую родину — в Грецию.
В связи с отъездом, присвоение этого звания не состоялось. После переезда в Грецию, семья временно остановилась в Александруполисе, планируя переехать на постоянное место жительства в Афины, но племянник мужа — Михалис Харалампидис их уговорил остаться в Александруполисе. Так, в 1989 г. обосновались в Александруполисе, где было много родственников мужа. Было сложно на первых порах, но родственники протянули руку помощи.
Вскоре, через неделю, мер города Анастасиос Сулакакис предложил Жозефине Бумбуриди работу в муниципальном музыкальном училище.
Господин Сулакакис лично сопроводил её в Одеон (Ωδε?ο).
В конце января 1990 г. впервые в Александруполисе под её начальством открылось вокальное отделение при городском музыкальном училище (Δημοτικ? Ωδε?ο Αλεξανδρο?πολης).
Госпожа Меропи Коллару — директор Одеона оказывала всестороннюю помощь Жозефине, четко уловив способности, опыт и талант репатриантки из СССР, и все инициативы и предложения Ж. Бумбуриди она воспринимала положительно.
Ежегодно организовывала костюмированные постановки на музыку русских, греческих и европейских композиторов, а также, проводила как классные, так и тематические концерты с учениками.
Сегодня Жозефина Бумбуриди находится на пенсии.
Она проработала на музыкальном поприще в Сухуми 31 год и в Греции — 20 лет. Помимо работы, занималась и общественной деятельностью. В Сухуми в 1980-е годы избиралась депутатом городского совета на 2 срока.
Принимала участие и в постановках Сухумского греческого Народного театра, начиная с года возобновления его деятельности в 1958 году. Два раза играла и пела в роли «Кали» в спектакле «Трихский мост», и в роли матери — в спектакле «В Добрый час», по одноимённой пьесе В.Розова. За выдающиеся заслуги в области искусств, президиум Всегреческого Сухумского Культурного Общества постановил внести имя Ж. К. Бумбуриди в «Книгу Почетных, Знатных и Выдающихся греков Сухума и всей Абхазии».

## Педагогическая деятельность
За время своей педагогической деятельности Жозефина Бумбуриди выпустила учащихся, которые работают в профессиональных хоровых коллективах, капеллах, продолжили учёбу в консерватории, став солистами филармоний в различных городах Абхазии, Грузии, России.
Две её последние выпускницы Хибла Герзмава и Алиса Гицба

## Награды
За большие заслуги Жозефине Константиновне Бумбуриди в 1971 г. было присвоено звание «Заслуженной артистки Абхазской АССР».

## Основной репертуар
Основной репертуар певицы:
П. Чайковский, «Евгений Онегин» — партия Татьяны, З. Палиашвили,
«Даиси» — партия Маро, С. Рахманинов
«Алеко» — партия Земфиры — в концертном исполнении.
В оперном классе института Им. Гнесиных — П. Чайковский — «Иоланта», В.Шебалин — «Укрощение строптивой»- Катарина и выступления с симфоническим оркестром Абхазии под управлением О. Димитриади, Я. Иманова , Л.Джергения, А. Хагба и другими дирижёрами.
Своими самыми значительными партиями Жозефина Константиновна считает — Татьяны в «Евгении Онегине» и Маро в «Даиси».
Помимо выступлений в Сухуми, Ж. Бумбуриди ездила на гастроли в Тбилиси, Батуми, Киев, Ленинград , Москву, Сочи.
Выступала с симфоническими оркестрами Московской, Ленинградской, Киевской, Ворошиловградской (ныне Луганской), Тбилисской и других филармоний.
Жозефина Бумбуриди была приглашена дирижёром московской филармонии, заведующим кафедрой оперного класса института им. Гнесиных, заслуженным деятелем искусств РСФСР Олегом Агарковым выступить 13 декабря 1970 г. на концерте, посвященном 200-летию Бетховена в Москве, где она исполнила концертную арию «Чудовище, жестокий!».

## Семья
супруг — Полихрон Петрович Бумбуриди,
дочь Елена и сын Константин.
Внуки — Полихрон Бумбуриди, Александр Бумбуриди, Константин Алхазиди и одна внучка — Елена Бумбуриди. Растут уже и правнучки — Анна и Мария Бумбуриди.